# Vision des oiseaux

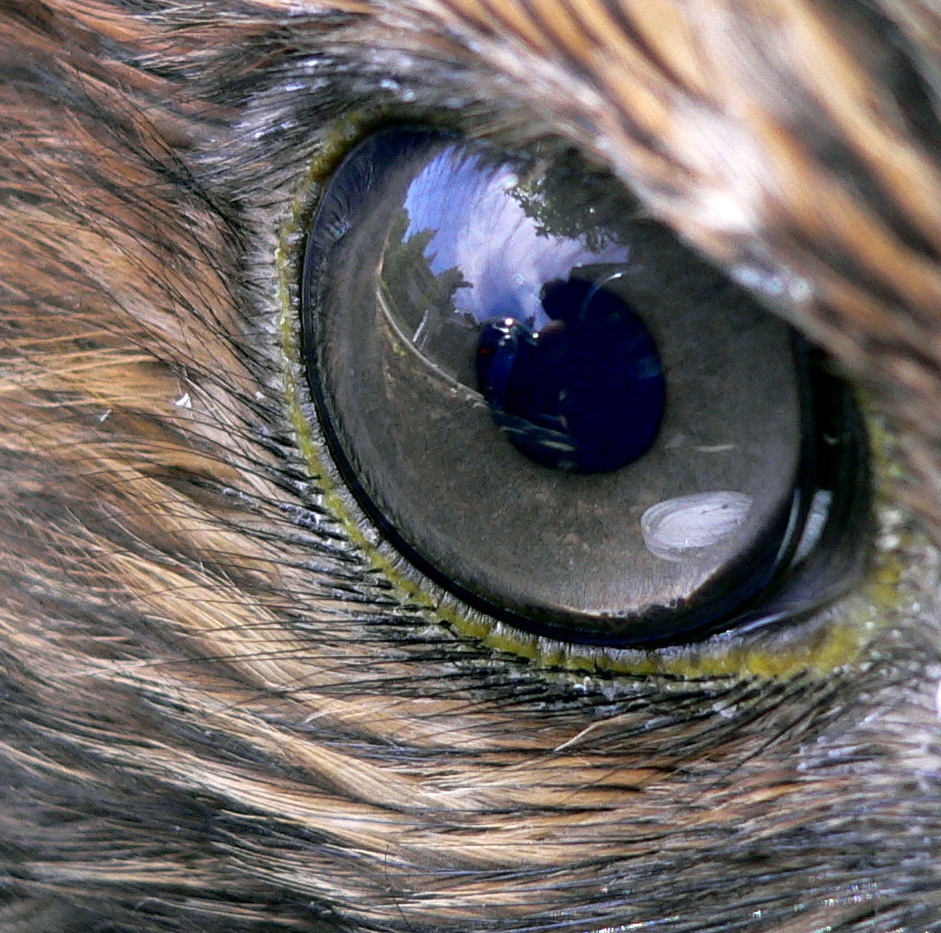
Œil d'un faucon

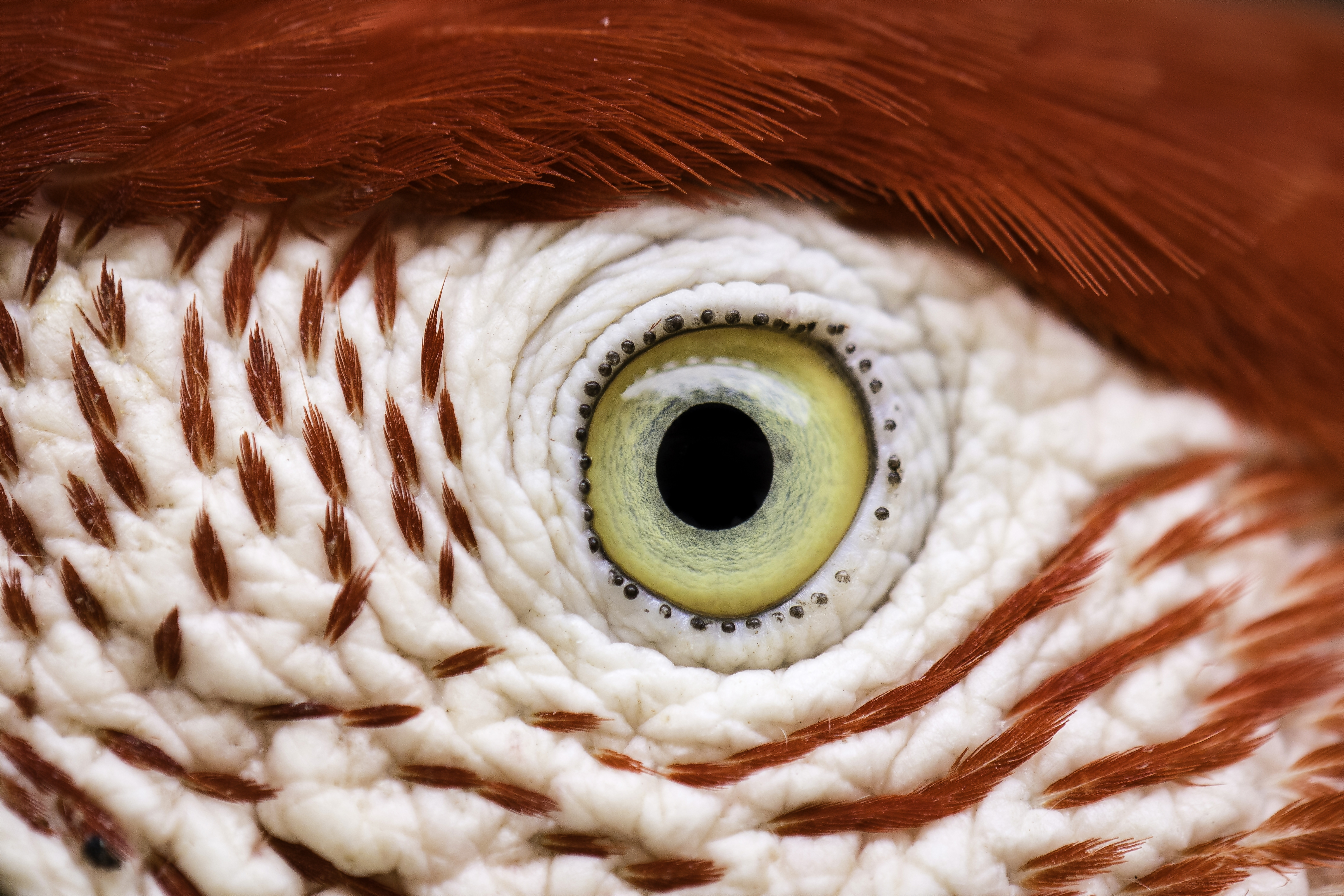
Oeil d'un ara chloroptère.

La vision des oiseaux est l'une des visions les plus performantes du monde animal. La vue est, avec l'ouïe, le sens le plus important de ces espèces, qu'elles soient diurnes ou nocturnes.
Tous les oiseaux ne bénéficient pas des mêmes qualités de vue. Cependant, la plupart des espèces ont une vue comparable à celle des primates, qui possèdent pourtant la meilleure vision parmi les mammifères. La structure de leur œil est semblable à celle des mammifères cependant, elle est tétrachromatique pour la plupart des oiseaux alors qu'elle n'est que trichromatique pour les primates. En général, l'œil est plus grand, proportionnellement, que celui des mammifères, la densité de cellules nerveuses est plus importante ce qui permet une acuité visuelle plus fine, la vision est souvent plus panoramique et surtout plus rapide. Le cerveau et le cervelet des oiseaux sont assez développés pour traiter ces informations. De plus certaines espèces disposent de plusieurs types de paupières.

## Anatomie
Pour des articles plus généraux, voir anatomie des oiseaux et Histoire évolutive de l'œil.
L'œil des oiseaux est plus proche de ceux des reptiles que de ceux des mammifères. Contrairement aux mammifères, leurs yeux ne sont pas sphériques, et la position des yeux permet la plupart du temps un plus grand champ visuel.

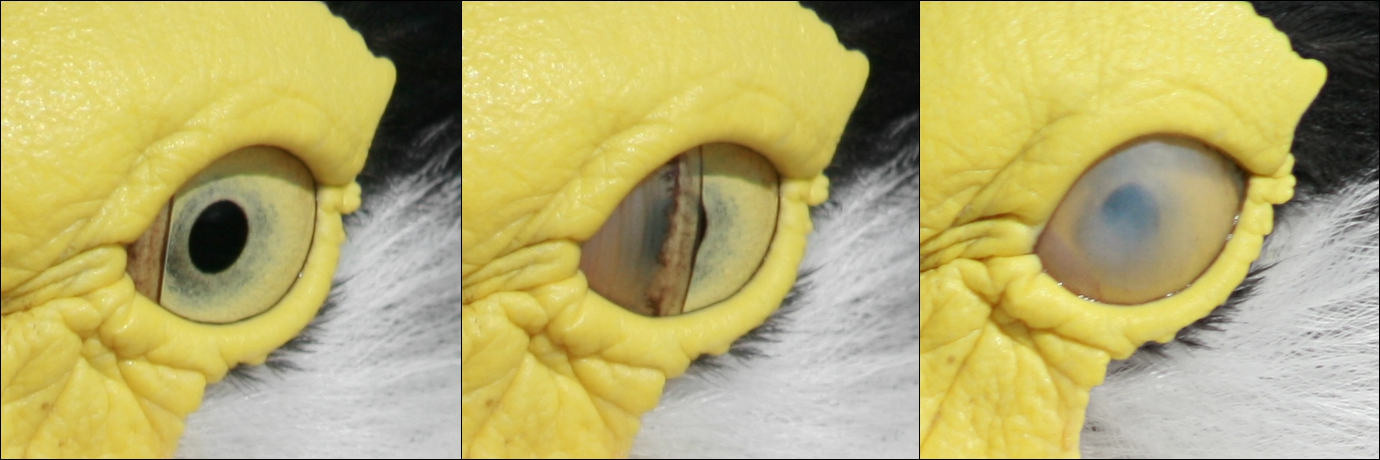
membrane nictitante d'un vanneau soldat.

L'œil est fixé sur un os du crane appelé anneau sclérotique. Cet os, partagé avec certains reptiles, est absent chez les mammifères. Il permet une augmentation de la taille de l'image sur la rétine. Les paupières d'un oiseau ne clignent pas : l'œil est lubrifié par la membrane nictitante, une troisième paupière à déplacement horizontal.
Le système visuel est assez comparable à celui des primates, avec des ressemblances fondamentales . Celles-ci témoignent autant d'une origine commune que d'une évolution convergente. On note cependant des originalités comme l'existence de cônes doubles, une gamme d'absorption différente, la présence de gouttelettes lipidiques jouant un rôle de filtre pour certaines longueurs d'onde, efférents centrifuges à la rétine, et particulièrement la voie visuelle collothalamique (tectofuge).

### Le système nerveux
Le cerveau des oiseaux ressemble à celui des reptiles, cependant leurs hémisphères cérébraux, leurs lobes optiques et leur cervelet sont plus développés. Seuls les lobes olfactifs semblent moins développés. Les grands lobes optiques reflètent l'importance de la vision chez les oiseaux, ils sont cependant moins importants que les lobes optiques des ptérodactyles.
Le système nerveux des oiseaux dispose de zones spécifiques. Il contient une aire spécialisée dans la vision de nuit comportant des molécules spécialisées qui transcrivent les informations magnétiques en indications visuelles. De cette manière les espèces migratrices s'orientent plus facilement avec les champs magnétiques et les étoiles. Ces cellules en bordure des ères visuelles classiques sont dénommées 'Groupe N', et s'avèrent inactives durant la journée.

### Anatomie de l'œil

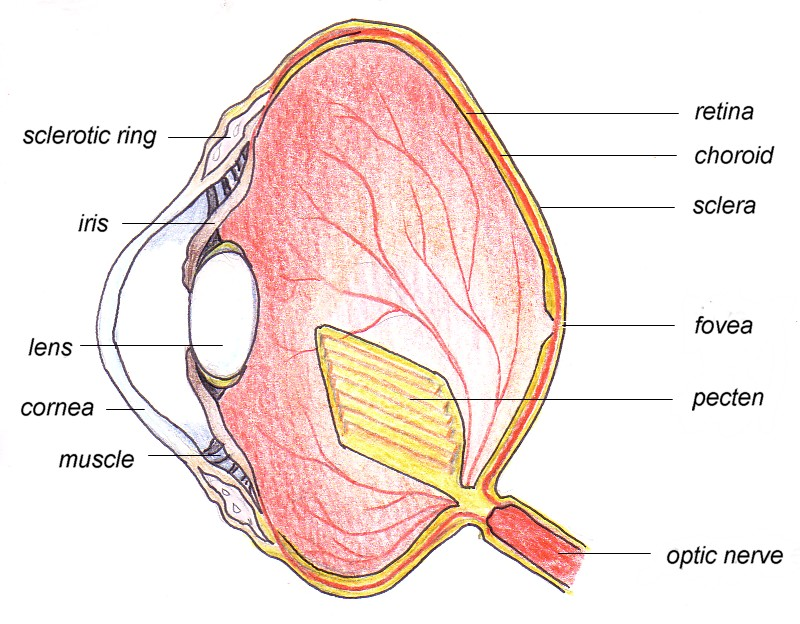
Anatomie de l'œil des oiseaux.

De nombreuses espèces ont deux fovéas comme les Trochilidae. Chez la plupart des oiseaux, l'œil est fixe dans l'orbite ; ils doivent bouger la tête pour regarder dans une autre direction, bien qu'il y ait des exceptions comme chez le Grand Cormoran. Un grand nombre d'espèces sont tétrachromates.
Les oiseaux partagent les mêmes structures oculaires principales avec les autres vertébrés. La couche externe de l'œil est la cornée, transparente, et deux couches de sclère, de robustes couches de fibres collagènes qui entourent l'œil, le soutiennent et le protègent dans l'orbite oculaire. L'intérieur de l'œil est divisé par le cristallin en deux principaux segments : le segment antérieur et segment postérieur. La chambre antérieure est remplie d'humeur aqueuse, et la chambre postérieure contient l'humeur vitrée ; des fluides transparents.
Un organe, que l'on retrouve également chez certains reptiles, le pecten (en) a un rôle mal compris ; c'est un organe composé de tissu de la rétine replié sur lui-même.  Il est bien fourni en vaisseaux sanguins et permettrait, selon la théorie classique, d'approvisionner la rétine en éléments nutritifs. Selon une théorie plus récente, il interviendrait dans le changement de volume de l'œil, permettant une meilleure focalisation ou une meilleure détection des mouvements.

## Adaptations connexes
La position des yeux est une adaptation du régime alimentaire. Les oiseaux ont une vision à la fois monoculaire indépendante et binoculaire combinée. Chez les oiseaux herbivores, les yeux sont disposés de chaque côté de la tête, de façon à bénéficier  grâce à cette vision monoculaire du plus large champ de vision possible afin de détecter les prédateurs. En contrepartie, cette disposition réduit la vision stéréoscopique, d'où leur difficulté à distinguer les surfaces vitrées se transformant en véritables « tueurs invisibles » contre lesquels les oiseaux se fracassent. Chez les carnivores, il est nécessaire de pouvoir évaluer les distances et les vitesses précisément, les yeux sont donc situés à l'avant de la tête, ce qui permet d'avoir une meilleure vision binoculaire. On estime aussi que l'évolution du cerveau liée à l'amélioration du système visuel a permis une modification des comportements sociaux.
Certains rapaces comme les chouettes ont la faculté de tourner leur tête à près de 270°
Certains oiseaux aquatiques possèdent des lentilles flexibles spéciales qui leur permettent de corriger les différences de perception sous l'eau et sur terre.

## Rôle
La plupart des oiseaux se servent de leur vue pour se nourrir, les rapaces chassent à vue, les frugivores, nectarivores, la plupart des granivores se servent de celle-ci pour se nourrir. C'est même le sens principal pour la plupart des espèces. La vision tétrachromique permet à certaines espèces d'oiseaux de percevoir des différences subtiles dans les couleurs des plumes, ce qui leur permet de distinguer les mâles des femelles. Il semble aussi que les mâles de certaines espèces sont plus attrayants sexuellement si leurs plumes reflètent plus d’ultraviolets. Certains fruits sont davantage visibles car ils reflètent l’ultraviolet. Lorsque la végétation n'est pas très haute, les rapaces comme les crécerelles peuvent détecter le passage de petits rongeurs qui laissent des traces d'urine, qui reflètent la lumière ultraviolette. Il apparaît que certains oiseaux, comme le faucon, pourraient également percevoir les infrarouges, ce qui leur permettraient de voir plus facilement leurs proies.

## Évolution du système visuel
On note chez les amniotes des similitudes très nombreuses. Il est difficile de dater l'apparition de l'œil ancestral pour ces animaux, mais il pourrait dériver d'un groupe d'espèces vivant il y a 300 Ma, les Captorhinidae.
Les études sur les oiseaux modernes, les reptiles, et les mammifères montrent que les régions du cerveau où sont traitées les informations sont caractéristiques des anciens reptiles. Les comparaisons sont plus simples entre les oiseaux et les mammifères (surtout les primates), car comparativement les aires dédiées dans le cerveau de la plupart des reptiles sont moins sophistiquées. Les similitudes relevées sont causées par les contraintes de la biologie et sont résultantes des mutations génétiques par la  pression de la sélection naturelle. Ce sont d'après les scientifiques, un exemple de convergence évolutive.
Les comparaisons du cerveau des crocodiliens, qui lui a peu changé depuis l'époque des ancêtres archosauriens communs à ces espèces et aux oiseaux, fournissent des indices. D'une façon générale, une meilleure compréhension de la phylogénie des oiseaux permet de mieux comprendre ces évolutions.
Les indices directs témoignant d'une évolution du système visuel sont rares et dépendent des fossiles découverts. Les fossiles d'oiseaux sont rares en général car leur squelette est fragile et les tissus mous ne se fossilisent pas. C'est surtout à partir de moulages endocrâniens que l'on peut faire des projections pour trouver les variables évolutives. Des simulations informatiques peuvent aider à comprendre.
Ces études d'anatomie comparée permettent de mieux comprendre la façon dont l'évolution s'opère.

### Sources et bibliographie
- (en) Sandra Sinclair, How Animals See: Other Visions of Our World, Beckenham, Kent, Croom Helm., 1985 (ISBN 0709933363)